# وليام ماشادو دي اوليفيرا
وليام ماشادو دي اوليفيرا (بالبرتغالية: William Machado de Oliveira‏) (24 أغسطس 1976 ببيلو هوريزونتي في البرازيل - ) هو لاعب كرة قدم برازيلي في مركز الدفاع. لعب مع جمعية بورتوغيزا الرياضية وديسبورتيفا كابيزابا وغريميو بورتو أليغرينزي ونادي جوينفيل ونادي سبورت ريسيفه ونادي كروزيرو ونادي كورينثيانز وأتلتيكا فرانكانا ‏ وAssociação Desportiva Cabofriense ‏ ونادي أمريكا وIpatinga Futebol Clube ‏.

## روابط خارجية
- وليام ماشادو دي اوليفيرا على موقع قاعدة بيانات كرة القدم.إي يو (الإنجليزية)